# 관념의 모험
《관념의 모험》(Adventures of Ideas, 1933년)은 화이트헤드의 저서, 저자 자신이 "가장 쓰고 싶었다"고 말한 문명 비판서로 《과학과 근대 세계》 다음으로 널리 읽혀진다.
유기적인 상호관계라고 하는 그의 기본 사상에 입각해서 사회철학·우주론(과학철학)·철학론·문명론 등이 사상사적으로 전개되어 있으며, 이론적이라기보다는 오히려 그의 위트에 찬 투철한 견해가 우아한 필치로 서술되어 있다.
제1부에서는 인류에 대한 여러 사상, 제2부에서는 플라톤이나 그리스도교에 기원을 가진 근대의 우주론, 제3부에서는 《과학과 근대 세계》나 《과정과 실재》에서도 시도되었던 철학적 2원론의 구체적인 극복, 제4부에서는 문명 사회의 이념을 논하고 있다.
그에 따르면 진리·미·모험·예술·평화의 다섯 가지 특질을 나타내는 것이 문명 사회이며, 이러한 특질의 배경은 일반화 기능을 가진 철학적 직관이다. 관찰된 것은 개념에 의해 끊임없이 새롭게 해석된다는 형태로 과학과 철학은 관련되고 협력한다. 철학자가 목표로 하는 것은 최종적으로 완전한 형이상학의 구현이지만, 실제로는 부분적인 일반화가 가능할 뿐이다. 따라서 문명이라는 개념은 본래 완전한 것이 될 수 없다. 그러므로 문명의 본질은 끊임없이 새로운 변화를 구하는 지적 모험으로서의 형이상학적 사변(思辨)에 있다. 이러한 의미에서 인류는 어떤 종류의 사상, 다시 말하면 형이상학적 '시사(示唆)'에 의해 현실의 실천이 인도되고 문명의 방향이 결정되어 간다. 그리고 문명의 한계는 무한하다.
이 책은 마음을 개방하고 읽는 독자에게 광범한 분야에 걸쳐 깊은 시사를 줄 것임에 틀림없다고 듀이는 말한다.